# Neolollius viridis
Neolollius viridis är en insektsart som beskrevs av Frederick Arthur Godfrey Muir 1921. Neolollius viridis ingår i släktet Neolollius och familjen sköldstritar. Inga underarter finns listade i Catalogue of Life.